# 10 tháng 9
Ngày 10 tháng 9 là ngày thứ 253 (254 trong năm nhuận) trong lịch Gregorius. Còn 112 ngày trong năm.

## Sự kiện
- 494 – Sau khi sát hại Hoàng đế Tiêu Chiêu Nghiệp, Tiêu Loan lập một cháu họ khác là Tiêu Chiêu Văn làm hoàng đế mới của Nam Tề.
- 934 – Hoàng thái tử Mạnh Sưởng lên ngôi hoàng đế nước Hậu Thục ở tuổi 15, tức ngày Đinh Mão (29) tháng 7 năm Giáp Ngọ.
- 1368 – Trước tình thế quân Minh bắc phạt, Nguyên Huệ Tông cùng quan lại chạy khỏi kinh thành Đại Đô chạy về phía bắc.
- 1509 – Một trận động đất ảnh hưởng đến Constantinopolis.
- 1561 – Thời kỳ Chiến Quốc: Takeda Shingen đánh bại Uesugi Kenshin tại bình nguyên Kawanakajima.
- 1721 – Đại chiến Bắc Âu kết thúc bằng Hòa ước Nystad, Pyotr Đại đế chiến thắng chung cuộc trước Đế quốc Thụy Điển.
- 1813 – Mỹ đánh bại hạm đội Đế quốc Anh trong Trận hồ Erie trong cuộc Chiến tranh 1812
- 1823 – Simón Bolívar trở thành tổng thống Peru
- 1898 – Hoàng hậu Elisabeth xứ Bayern bị ám sát bởi Luigi Lucheni
- 1919 – Áo và các nước phe Entente ký Hòa ước Saint-Germain
- 1939 – Canada tuyên chiến với Đức Quốc Xã
- 1943 – Hồ Chí Minh viết bài thơ cuối cùng trong cuốn Nhật ký trong tù tại Trung Quốc
- 1943 – Đức Quốc xã bắt đầu chiếm đóng Roma
- 1955 – Thành lập Mặt trận Tổ quốc Việt Nam
- 1960 – Lê Duẩn được bầu làm Bí thư thứ nhất Ban Chấp hành Trung ương của Đảng Lao động Việt Nam, ông giữ chức lãnh đạo đảng này đến năm 1986.
- 1974 – Guinea-Bissau giành độc lập từ tay Bồ Đào Nha.
- 1996 – Mỹ, Nga, Anh và 90 quốc gia khác cùng ký Hiệp ước Toàn diện về cấm thử vũ khí hạt nhân, không cho phép tiến hành các cuộc thử nghiệm trên và dưới mặt đất
- 2002 – Thụy Sĩ gia nhập Liên Hợp Quốc
- 2008 – Large Hadron Collider đặt tại CERN bắt đầu đi vào hoạt động, thực hiện thí nghiệm khoa học được xem là lớn nhất từ trước đến nay tại Genève, Thụy Sĩ

## Sinh
- 1169 – Alexios II Komnenos, hoàng đế Đông La Mã (m. 1183)
- 1385 – Lê Lợi, vua khai sáng nhà Hậu Lê, lãnh tụ khởi nghĩa chống quân Minh, anh hùng dân tộc Việt Nam (m. 1433)
- 1638 – María Teresa của Tây Ban Nha, vương hậu của vua Louis XIV của Pháp (m. 1683)
- 1811 – Nguyễn Phúc Quang, tước phong An Khánh vương, hoàng tử con vua Gia Long (m. 1845).
- 1890 – Franz Werfel, nhà văn, nhà thơ, tiểu thuyết gia người Áo (m. 1945).
- 1903 – Ivan Frolavič Klimaŭ, chính khách Liên Xô người Belarus (m. 1991).[1]
- 1933 – Yevgeni Vassilyevich Khrunov, nhà du hành vũ trụ Liên Xô (m. 2000).
- 1964 – Jack Ma, nhà kinh doanh người Trung Quốc
- 1985 – Laurent Koscielny, cầu thủ bóng đá Pháp
- 1988 – Phạm Thành Lương, cầu thủ bóng đá Việt Nam
- 1992 – Nguyễn Hoàng Sơn, ca sĩ, nhạc sĩ người Việt Nam
- 1993 – Jang Yi-jeong, nam ca sĩ, cựu thành viên nhóm nhạc History.

## Mất
- 210 TCN – Tần Thủy Hoàng, hoàng đế đầu tiên của Trung Quốc
- 602 – Độc Cô Già La, hoàng hậu của triều Tùy, tức ngày Giáp Tý (19) tháng 8 năm Nhâm Tuất (s. 544)
- 954 – Vua Louis IV của Pháp
- 1308 – Nhật hoàng Go-Nijō
- 1669 – Henriette Marie của Pháp, vương hậu của vua Charles I của Anh
- 1898 – Elisabeth xứ Bayern
- 1931 – Dmitri Egorov, nhà toán học người Nga
- 1948 – Vua Ferdinand của Bulgaria

## Ngày lễ và kỷ niệm
- Gibraltar - Ngày quốc khánh
- Ngày nhà giáo ở Trung Quốc và Hồng Kông